# One Step
"One Step" ("Um passo") foi a canção que representou a Áustria no Festival Eurovisão da Canção 1997 que teve lugar em Dublin, na Irlanda em 3 de maio desse ano.
A referida canção foi interpretada em alemão (apesar do título em inglês) por Bettina Soriat. Foi a quarta canção a ser interpretada na noite do evento (a seguir à canção norueguesa "San Francisco cantada por Tor Endresen e antes da canção irlandesa "Mysterious Woman", interpretada por Marc Roberts). Terminou a competição em vigésimo-primeiro lugar (entre 25 participantes), tendo recebido um total de 12 pontos. 
No ano seguinte, a Áustria não participou no ano seguinte em 1998, devido às fracas classificações nos últimos 5 anos e só voltaria a participar em 1999 com  Bobbie Singer que interpretou a canção "Reflection". 

## Autores
- Letrista: Mark Berry e Martina Siber
- Compositor: Mark Berry
- Orquestrador: Não teve

## Letra
A canção é um número de upbeat, com Soriat criticando o seu amante por tom-a como garantida. A letra faz mesmo uma referência a  Star Trek, com a passagem "sexo contigo passa tão depressa como a Starship Enterprise".

## Versões
Desta canção foram lançadas uma versão instrumental (em que um saxofone substitui as palavras) e uma versão karaoke.